# John Pettus

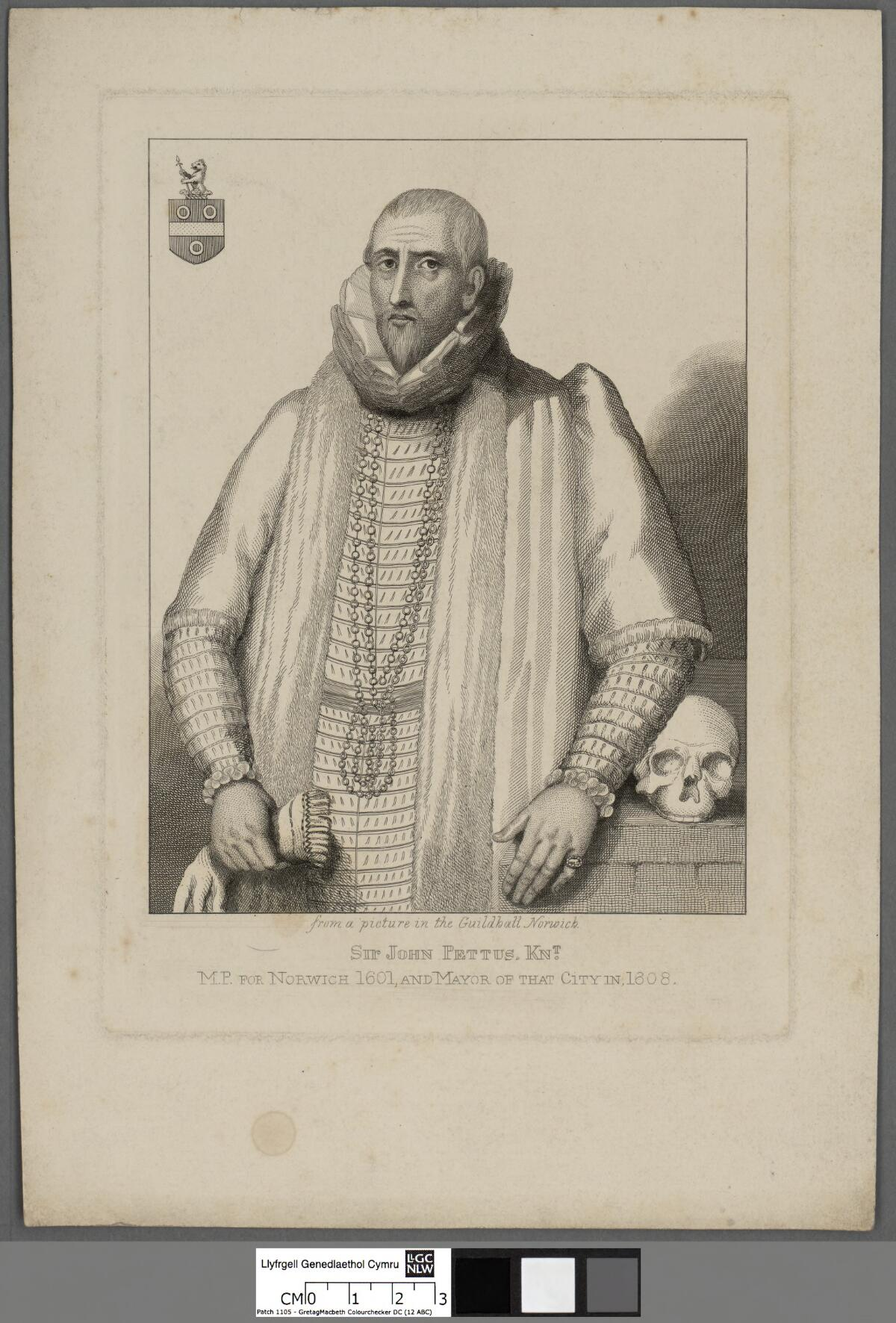
John Pettus (membro do parlamento por Norwich)

John Pettus (1550–1614), de Elm Street, Norwich, Norfolk, foi um membro do Parlamento inglês por Norwich em 1601 e 1604. Ele também foi prefeito de Norwich em 1608-1609.